# Parafodina andriai
Parafodina andriai är en fjärilsart som beskrevs av Pierre E.L. Viette 1966. Parafodina andriai ingår i släktet Parafodina och familjen nattflyn. Inga underarter finns listade i Catalogue of Life.